# Ángel Víctor Torres
Ángel Víctor Torres Pérez (Arucas, Las Palmas, 30 de marzo de 1966) es un docente y político español, ministro de Política Territorial y Memoria Democrática desde 2023, así como secretario general del Partido Socialista de Canarias desde 2017. Entre 2019 y 2023, fue presidente del Gobierno de Canarias.

## Biografía
Nacido en Arucas, es licenciado en Filología Hispánica por la Universidad de La Laguna. Tras opositar para dar clase en Secundaria, ejerció como docente en varios institutos de Gran Canaria hasta el año 2000. Ha publicado varios libros y ha destacado en certámenes literarios.
Comenzó su carrera política en 1999 al ser elegido concejal del Ayuntamiento de Arucas. En 2001 fue elegido secretario general de esa agrupación y tras las elecciones municipales de 2003 se convirtió en alcalde de Arucas. En las elecciones municipales de 2007 volvió a ser el más votado, pero un pacto entre fuerzas le relegó a la oposición. En 2009, entró como diputado en el Congreso de los Diputados en sustitución de Juan Fernando López Aguilar. Entre 2009 y 2011 fue teniente de alcalde en Arucas. En las elecciones municipales de 2011 volvió a ocupar la alcaldía de Arucas, hasta las elecciones de 2015, cuando encabezó la lista del PSOE al cabildo de Gran Canaria. Tras un pacto con Nueva Canarias, fue nombrado vicepresidente primero y consejero de Obras Públicas, Infraestructura y Deportes del Cabildo de Gran Canaria.
El 23 de julio de 2017 fue elegido secretario general del PSOE de Canarias, tras haber ganado las primarias a Patricia Hernández y Juan Fernando López Aguilar, siendo proclamado en el congreso regional celebrado en septiembre de 2017.
En las elecciones autonómicas de mayo de 2019 se presentó como candidato a la Presidencia, resultando ganador en votos (257.642, 28,85 %) y en parlamentarios (25). El 12 de julio de 2019 fue proclamado presidente del Gobierno de Canarias con el apoyo de Nueva Canarias, Sí Podemos y Agrupación Socialista Gomera tras alcanzar un acuerdo para un Ejecutivo de coalición.
Tras las elecciones al Parlamento de Canarias de 2023, un pacto entre Coalición Canaria y el Partido Popular impidió su reelección como presidente. Lo sucedió en el cargo el expresidente Fernando Clavijo.
El 20 de noviembre de 2023 se dio a conocer cómo nuevo ministro de Política Territorial y Memoria Democrática en el tercer gobierno de Pedro Sanchez. El 23 de marzo de 2025, se retira temporalmente de la política tras ser diagnosticado de cáncer.

## Cargos desempeñados
- Concejal del Ayuntamiento de Arucas (1999-2015).
- Alcalde de Arucas (2003-2007; 2011-2015).
- Diputado por la provincia de Las Palmas en el Congreso de los Diputados (2009-2011).
- Secretario general del PSOE de Gran Canaria (2010-2017).
- Vicepresidente primero del Cabildo de Gran Canaria y consejero de Obras Públicas, Infraestructuras y Deportes (2015-2019).
- Secretario general del PSOE de Canarias (desde 2017).
- Diputado del Parlamento de Canarias (2019-2023).
- Presidente del Gobierno de Canarias (2019-2023).
- Ministro de Política Territorial y Memoria Democrática (2023-)[5]